# Aribo
Aribo lub Arbo (ur. ok. 850 – zm. 909) – margrabia Marchii Panońskiej od 871 roku do śmierci.
Aribo został następcą braci, Wilhelma II i Engelschalka I, którzy zginęli w czasie kampanii przeciw Państwu wielkomorawskiemu. Aribo zawarł z władcą wielkomorawskim, Świętopełkiem I pokój. W 882 syn Engelschalka, Engelschalk II, wszczął przeciw władzy Aribo rebelię, domagając się władzy nad marchią. Aribo uzyskał poparcie cesarza, Karola Otyłego, w związku z tym Engelschalk zwrócił się o pomoc do Arnulfa z Karyntii. Po stronie Aribo w tej wojnie stanął także król wielkomorawski, Światopełk. Pokój zawarto w 884 roku, Aribo odniósł w wojnie zwycięstwo.
Aribo umocnił swoją pozycję na tyle, że po objęciu przez Arnulfa tronu cesarskiego w 887 roku utrzymał marchię w swoim ręku. W 893 roku Engelschalk II otrzymał część władzy nad marchią, pozostawał jednak pod zwierzchnictwem stryja.
Aribo stał się założycielem dynastii Aribonidów, który jednak utraciła szybko swe znaczenie i wymarła w początkach XII wieku.